# Kisnémedi
Kisnémedi là một thị trấn thuộc hạt Pest, Hungary. Thị trấn này có diện tích 13,83 km², dân số năm 2010 là 716 người, mật độ 52 người/km².